# Macroderma gigas
Il pipistrello fantasma (Macroderma gigas Dobson, 1880) è un pipistrello della famiglia dei Megadermatidi, unica specie del genere Macroderma (Miller, 1906), diffuso in Australia.

## Descrizione

### Dimensioni
Pipistrello di medie dimensioni, con la lunghezza della testa e del corpo tra 100 e 140 mm, la lunghezza dell'avambraccio tra 105 e 117 mm, la lunghezza delle orecchie tra 47 e 56 mm, la lunghezza della tibia tra 44 e 45 mm, un'apertura alare fino a 60 cm e un peso fino a 216 g. È il più grande microchirottero al mondo.

### Caratteristiche craniche e dentarie
Il cranio presenta una regione frontale ampliata, la zona inter-orbitale fortemente concava e le ossa post-orbitali e antero-orbitali ben sviluppate. Il primo premolare superiore è mancante.
Sono caratterizzati dalla seguente formula dentaria:

### Aspetto
Le parti dorsali sono biancastre con le punte dei peli bruno-grigiastre chiare, mentre le parti ventrali, la testa, le orecchie, la foglia nasale e le membrane alari sono marroni chiare. Alcune popolazioni del Queensland sono molto più scure. Il muso è largo, con il labbro inferiore che si estende oltre quello superiore, gli occhi sono relativamente grandi e circondati da anelli più scuri. La foglia nasale è lunga, con i bordi convessi, la porzione anteriore discoidale ed è attraversata longitudinalmente da un rilievo. Le orecchie sono lunghe ed erette, unite tra loro lungo il margine interno per circa la metà della loro lunghezza. L'estremità del secondo dito si estende oltre la prima falange del terzo.  Gli artigli delle dita dei piedi sono robusti e ricurvi. La coda è ridotta ad un tubercolo parzialmente nascosto nella pelliccia ed inclusa completamente nell'ampio uropatagio.

### Ecolocazione
Emette ultrasuoni attraverso il naso sotto forma di impulsi di breve durata e bassa intensità a frequenza modulata con picchi fino a 56 kHz.

## Biologia

### Comportamento
Vive solitario od in piccoli gruppi. Si rifugia in grotte, crepacci e vecchie miniere in aree tropicali. Esce dai siti di riposo solo dopo il tramonto. Il suo volo è abbastanza lineare. Può percorrere 1,9 km per raggiungere le zone dove cacciare. Si spostano stagionalmente in funzione delle condizioni meteorologiche.

### Alimentazione
Si nutre di topi, roditori nativi, piccoli marsupiali, altri pipistrelli, uccelli, rettili e anche insetti. Si cala sulla preda dall'alto, la avvolge nelle ali e poi la morde sul collo e sulla testa. Trasporta poi il corpo in un punto elevato.

### Riproduzione
Gli accoppiamenti avvengono in aprile. Le femmine si aggregano in colonie durante il periodo della gestazione, che termina solitamente con il parto di un solo piccolo. Iniziano a volare dopo 7 settimane. Lo svezzamento avviene solitamente a marzo. Raggiunge la maturità sessuale dopo 2 anni di vita. L'aspettativa di vita in cattività è di 16 anni.

## Distribuzione e habitat
Questa specie è diffusa nell'Australia Occidentale centro-occidentale e settentrionale, Territorio del Nord settentrionale, Queensland nord-orientale e sulle isole di Groote Eylandt e Wellesley.
Vive nelle foreste pluviali, savane tropicali, savane alberate, mangrovie ma anche in zone più aride.

## Conservazione
La IUCN Red List, considerata la popolazione poco numerosa (circa 10.000 adulti), diminuita di circa il 10% nelle ultime 3 generazioni e l'areale frammentato, classifica M.gigas come specie vulnerabile (VU).